# Chruściele
Chruściele [pronunciación en polaco: /xruɕˈt͡ɕɛlɛ/] es un pueblo ubicado en el distrito administrativo de Gmina Dąbrówka, dentro del Condado de Wołomin, Voivodato de Mazovia, en el este de Polonia central. Se encuentra aproximadamente a 6 kilómetros al sureste de Dąbrówka, a 14 kilómetros al noreste de Wołon, y a 36 kilómetros al noreste de Varsovia.